# Andreas Ferbert

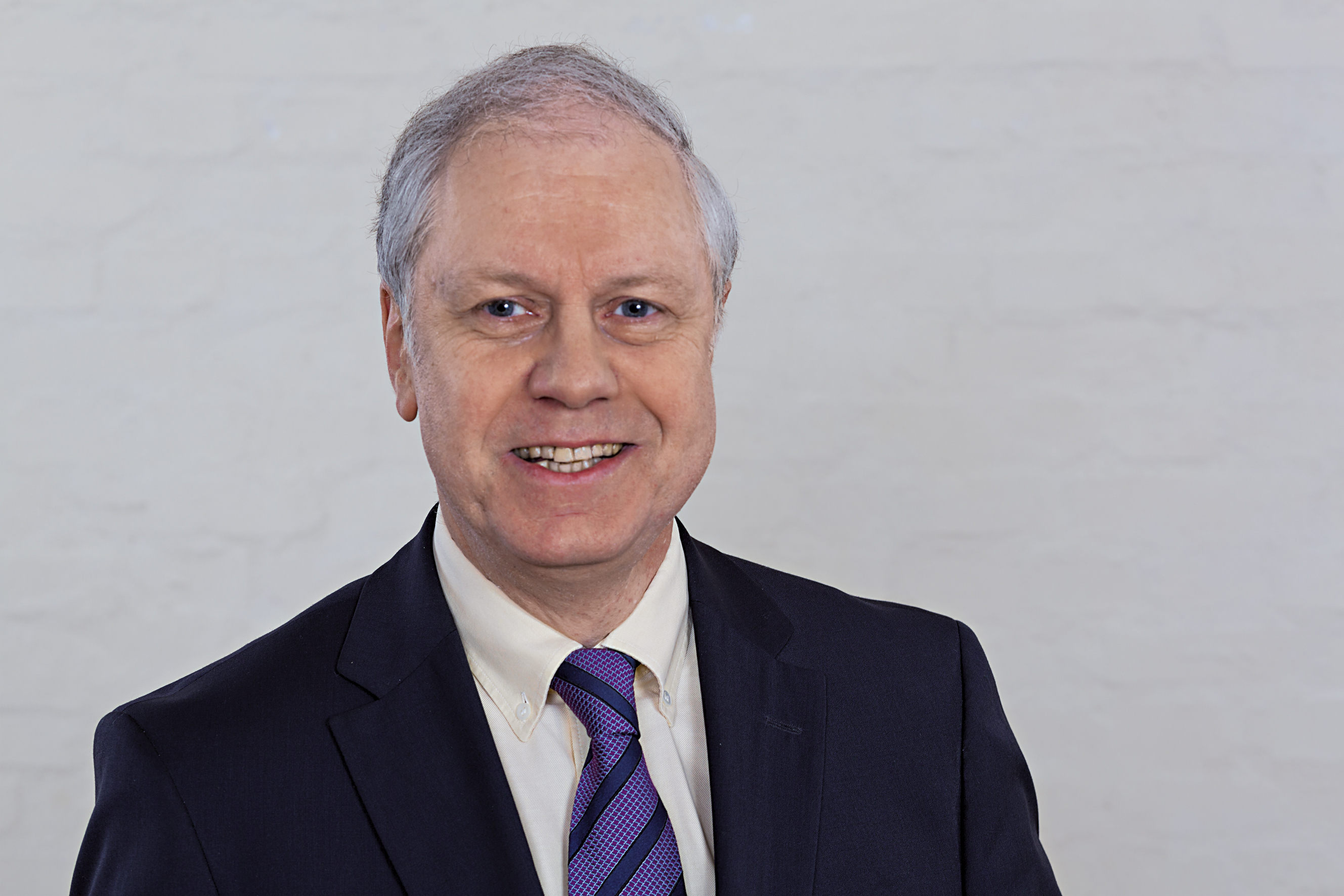
Andreas Ferbert

Andreas Ferbert (* 1951 in Worms) ist ein deutscher Neurologe, Psychologe und neurologischer Gutachter. Von 1992 bis 2017 leitete Ferbert als Direktor die Neurologische Klinik am Klinikum Kassel und baute sie in dieser Zeit zu einer von überregionaler Bedeutung aus. In den Jahren 2001 bis 2003 war er ärztlicher Direktor und ärztlicher Geschäftsführer des Klinikums Kassel. Ferbert gehört zum Vorstand der Deutschen Gesellschaft für Neurowissenschaftliche Begutachtung und lehrt seit 1993 als außerplanmäßiger Professor an der RWTH Aachen.

## Werdegang
Andreas Ferbert studierte Medizin und Psychologie an der Universität Düsseldorf und der Rheinischen Friedrich-Wilhelms-Universität Bonn. In seinem Abschlussjahr 1979 legte er das Staatsexamen in Medizin ab, die Diplomprüfung Psychologie und promovierte am Institut für Neuropathologie der Universität Bonn.
Anschließend praktizierte Ferbert als Assistenzarzt in der Psychiatrie der Rheinischen Landesklinik Bonn sowie der RWTH Aachen, der Neurochirurgie (Universität Köln), der Neuroradiologie (Universität Bonn) und der Neurologie (RWTH Aachen). Nach seiner Facharztausbildung (Arzt für Neurologie und Psychiatrie) kam er 1986 als Oberarzt an die Neurologische Klinik der RWTH Aachen. 1988 erfolgte die Habilitation im Fach Neurologie zum Thema „Evozierte Potentiale in der Diagnostik schwerer Hirnstamminsulte“.
In seiner Zeit als Oberarzt der Neurologie Aachen (von Oktober 1986 bis Juli 1992) forschte Ferbert als Stipendiat der DFG von 1989 bis 1990 auch am National Hospital for Neurology and Neurosurgery in London, UK (unter Marsden sowie Rothwell).
Im Jahr 1992 wurde Ferbert zum Direktor der Neurologischen Klinik am Klinikum Kassel gewählt. Diese Position hat er bis zu seinem Ruhestand 25 Jahre behalten. Innerhalb dieser Zeit war Ferbert auch ärztlicher Direktor und ärztlicher Geschäftsführer des Klinikums Kassel (2001 bis 2003). Während seiner klinischen Tätigkeit erstellte  Ferbert in seinem Fachgebiet Gutachten für verschiedene Rechtsgebiete.
Ferbert studierte neben Medizin auch Musik im Fach Violoncello in Detmold. In dieser Zeit war er Mitglied des Kammerorchesters Tibor Varga, Mitglied der Jungen Deutschen Philharmonie und 1973 Mitglied des Weltjugendorchesters in Israel unter Zubin Mehta.
Neben der Kliniktätigkeit übernahm Ferbert verschiedene Posten in medizinisch-wissenschaftlichen Fachgesellschaften und Institutionen. So war er als Kommissionsmitglied der Bundesärztekammer 2013 bis 2015 an der Neufassung der Hirntodrichtlinien beteiligt.
Ferbert ist seit 1980 verheiratet mit Inge Ferbert, geb. Kimpel. Sie haben drei Kinder.

## Funktionen in wissenschaftlichen Gesellschaften und Institutionen
- seit 2014: Mitglied des Vorstands der Deutschen Gesellschaft für Neurowissenschaftliche Begutachtung[1] und von  2016 bis 2018  erster Vorsitzender der Gesellschaft
- 2013 bis 2015: Mitglied der Kommission der Bundesärztekammer zur Neufassung der Hirntodrichtlinien
- 2013 bis 2015: erster Vorsitzender der Deutschen Gesellschaft für NeuroIntensiv- und Notfallmedizin und von 2010 bis 2016 Mitglied des Vorstands der Gesellschaft
- 2001 bis 2009: Sprecher der Kommission DRG (Diagnosis Related Groups) der Deutschen Gesellschaft für Neurologie

## Mitgliedschaften in Beratungsgremien
- 1996 bis 2010: Mitherausgeber von „Das Neurophysiologie-Labor“ (Elsevier)
- 2011 bis 2014: Mitglied des Klinischen Ethikkomitees des Klinikums Kassel
- 1999 bis 2017: Mitglied des Stiftungsrates der B. Braun-Stiftung

## Arbeitsschwerpunkte
Die Schwerpunkte Ferberts wissenschaftlicher Tätigkeit umfassen:
- Schlaganfall
- Neurologische Intensivmedizin
- Neurophysiologie
- Genetik neuromuskulärer Erkrankungen
- Neuropsychologie
- Neurologische Begutachtung

## Preise / Ehrungen
- Friedrich-Wilhelm-Preis der RWTH Aachen für die Habilitationsschrift[2]
- Erbbecher der Deutschen Gesellschaft für Neurologie[3]
- Rombergglas der Deutschen Gesellschaft für Neurologie[4]

## Publikationen
Unter Andreas Ferberts Autorenschaft und Co-Autorenschaft sind rund 150 wissenschaftliche, in pubmed gelistete Zeitschriftenartikel erschienen – überwiegend in internationalen Journals. Im Kohlhammer-Verlag erschien von Andreas Ferbert und Raimund Firsching (Direktor der Universitätsklinik für Neurochirurgie der Otto-von-Guericke-Universität Magdeburg) das Buch „Traumatische Schäden des Nervensystems“.